# Lens-Saint-Remy
Lens-Saint-Remy is een dorp in de Belgische provincie Luik en een deelgemeente van de stad Hannuit. Het was een zelfstandige gemeente tot het bij de fusie van 1971 toegevoegd werd aan de gemeente Hannuit.
Lens-Saint-Remy ligt in het zuidoosten van de gemeente Hannuit. De dorpskom ligt ten noorden van de N64, de weg naar Hoei die over het grondgebied van de deelgemeente loopt. Lens-Saint-Remy is een landbouwdorp in Droog-Haspengouw dat zich stilaan ontwikkelt tot een woondorp. Er wordt vooral akkerbouw bedreven.

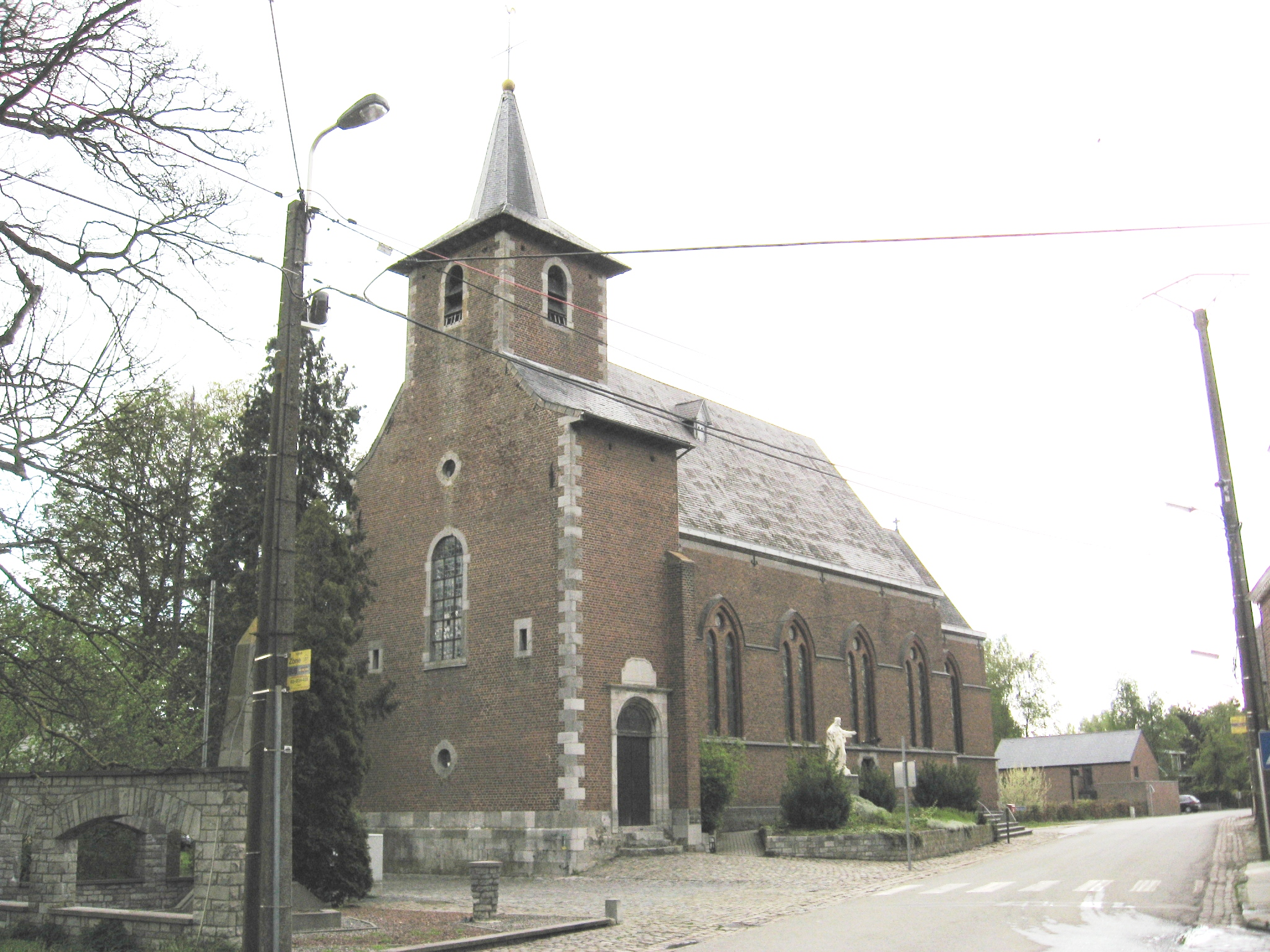
De Sint-Remigiuskerk

## Geschiedenis
Het dorp dat vroeger ook wel Lens-les-Béguines werd genoemd, maakte deel uit van het baljuwschap Hannuit in het hertogdom Brabant. Lens-Saint-Remy was evenals het aangrenzende Lens-Saint-Servais in het bezit van het Kapittel van Sint-Servaas van Maastricht.
De parochie ontstond al vroeg: een bul van paus Innocentius II uit 1139 vermeldde reeds een kerk in Lens-Saint-Remy.
Bij het ontstaan van de gemeenten in 1795 werden beiden zelfstandige gemeenten. In 1822 werden bij Lens-Saint-Remy de voormalige gemeenten Abolens en Blehen aangehecht. Abolens werd terug zelfstandig in 1881 en Blehen in 1896. In 1971 verloor Lens zelf zijn zelfstandigheid en werd het met verscheidene andere dorpen bij Hannuit gevoegd.

## Bezienswaardigheden
- De Sint-Remigiuskerk (Église Saint-Remy) uit 1893 met een classicistische toren uit 1760. De toren is het enige overblijfsel van de oude kerk. Het kerkorgel werd in 1975 beschermd als monument.
- De pastorie dateert van 1772.
- Een lindendreef leidt naar de Carmel, een begijnhof gesticht in 1343, waarvan de huidige gebouwen dateren uit de 18de eeuw. De zusters Augustinessen verbleven er tot aan de Franse Revolutie. Daarna werd het begijnhof tot in 1956 bewoond door karmelietessen.
- De omgeving van de kerk, de pastorie, de dreef en het begijnhof samen met het dorpsplein werd in 1974 beschermd als dorpsgezicht.
- Lens Saint-Remy telt nog verscheidene grote vierkantshoeven.
- Vlak bij een van de hoeven ligt de Pierre Mottet, een pijlerkapel (potale) waarin drie heiligenbeelden staan. De Pierre Mottet werd in 1959 beschermd als monument.

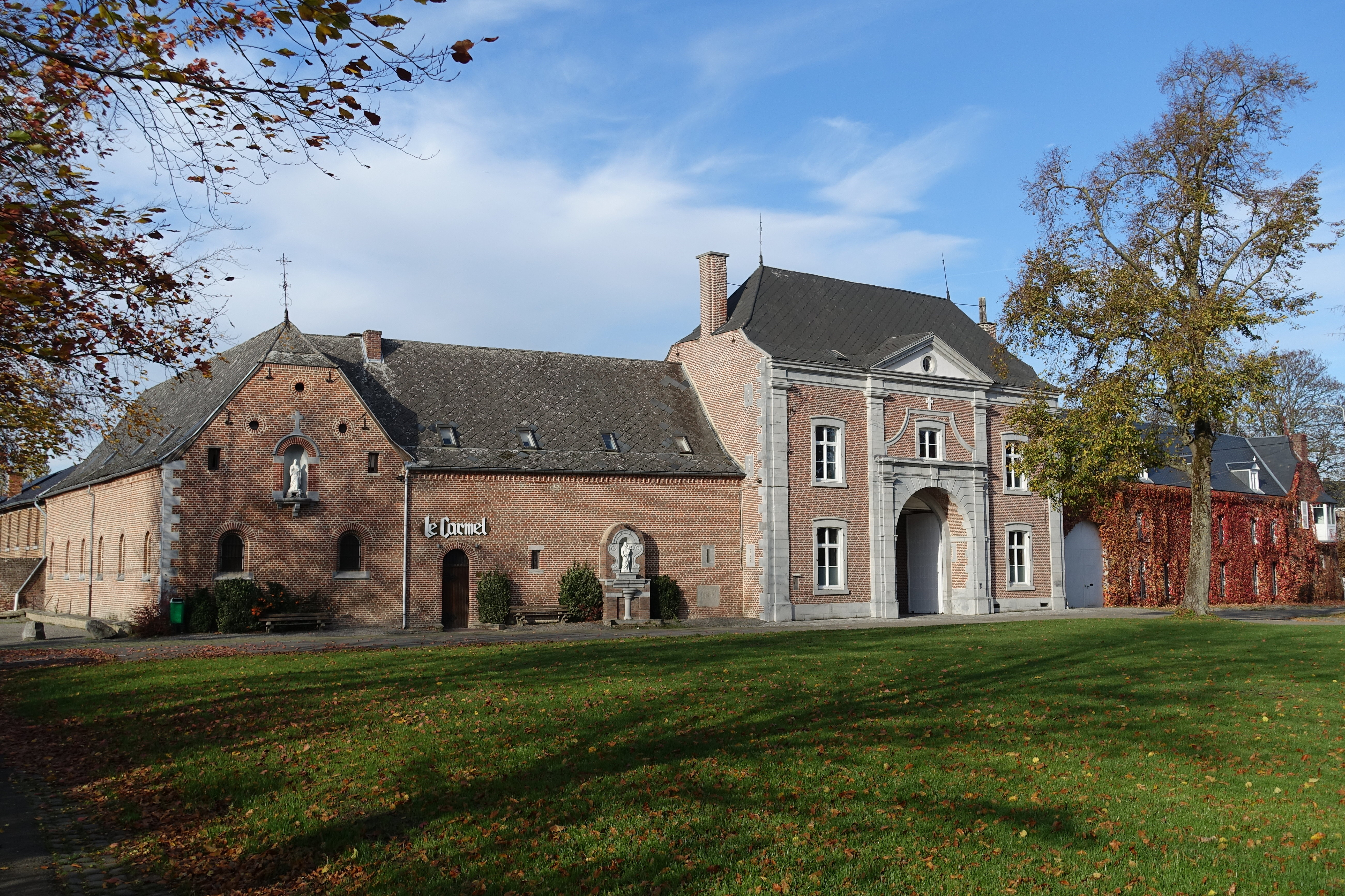
Carmel klooster
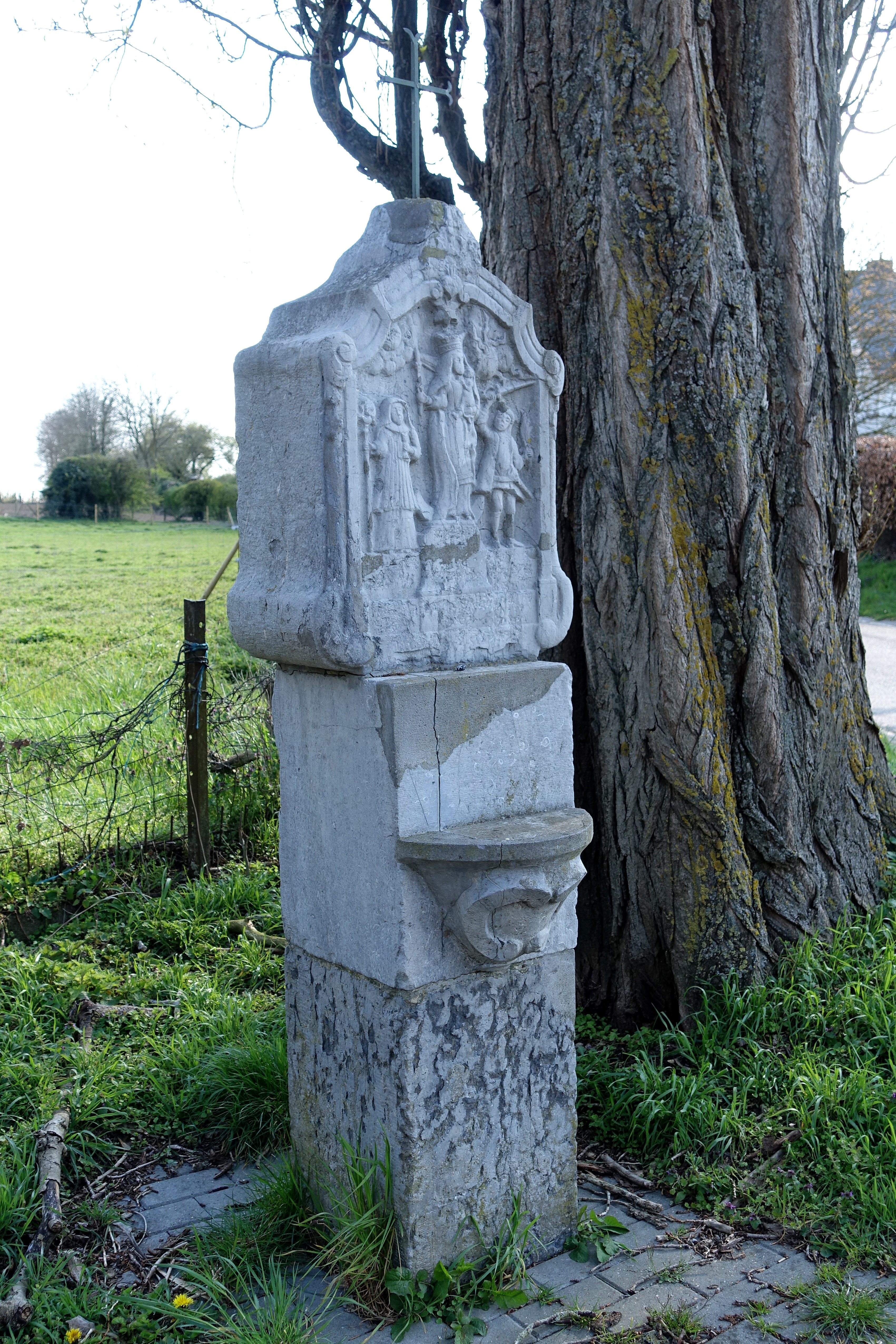
Pierre Motet, kapelletje uit 18de eeuw
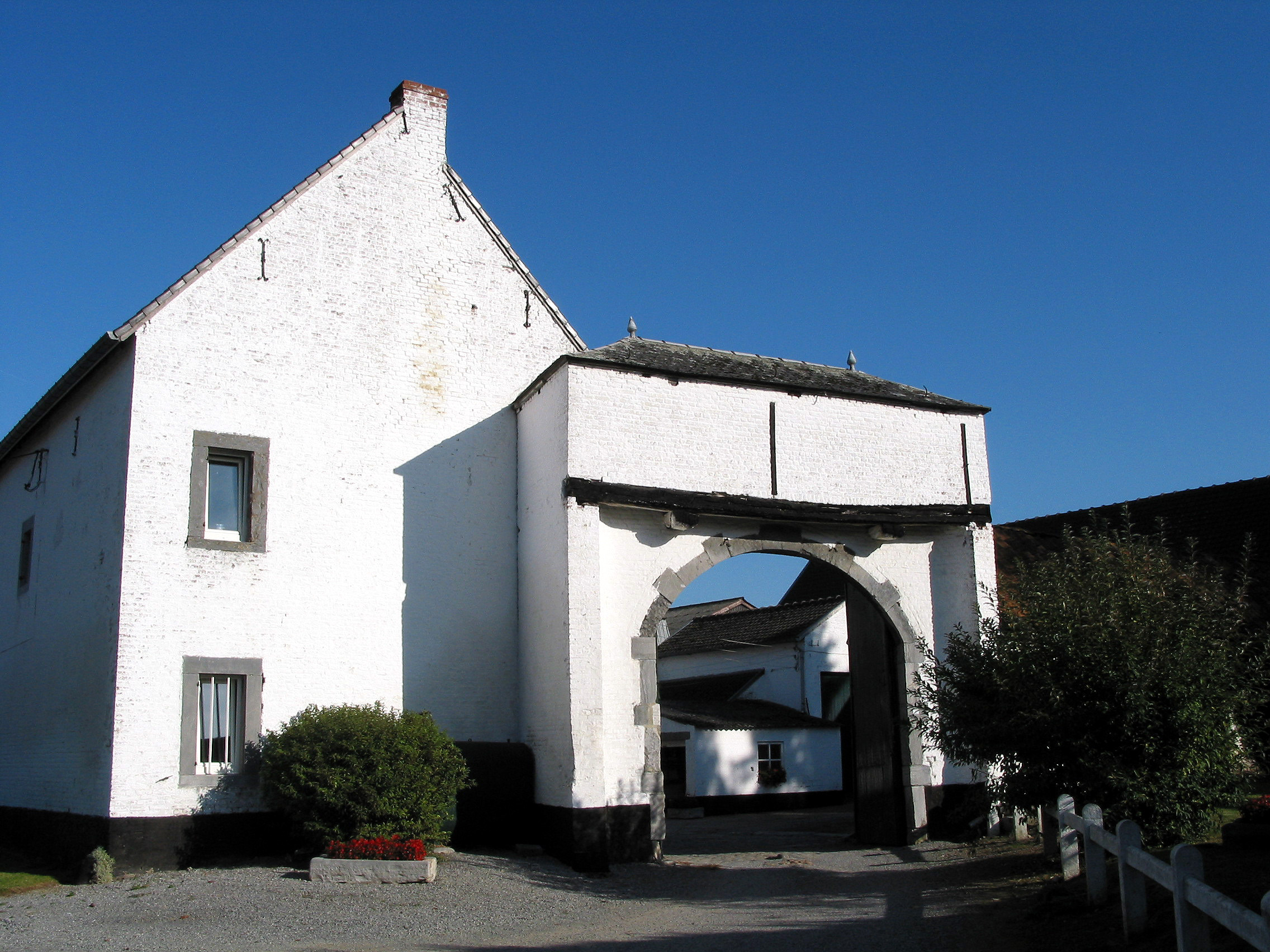
Hoeve

## Natuur en landschap
Ten noordoosten van de plaats vloeien de Geer du Carmel en de Geer du Grand Marais samen om verder te gaan als Jeker (Geer). De hoogte aan de kerk bedraagt 138 meter.

## Demografische ontwikkeling
- Bronnen:NIS, Opm:1831 tot en met 1961=volkstellingen
- 1890 en 1990:Afsplitsing van Abolens (1881) en Bléhen (1896)

## Sport
Voetbalclub Patro Lensois is aangesloten bij de KBVB en actief in de provinciale reeksen.

## Nabijgelegen kernen
Blehen, Hannut, Avennes, Braives, Tourinne, Lens-Saint-Servais, Abolens
Deelgemeenten: Abolens · Avernas-le-Bauduin · Avin · Bertrée · Blehen · Cras-Avernas · Crehen · Grand-Hallet · Hannuit · Lens-Saint-Remy · Merdorp · Moxhe · Petit-Hallet · Poucet · Thisnes · Truielingen · Villers-le-Peuplier · Wansin

Belgische gemeenten · arrondissement Borgworm · provincie Luik · Wallonië